# Margaret Kidd
Pour les articles homonymes, voir Kidd.
Margaret Henderson Kidd (14 mars 1900 - 22 mars 1989) est une avocate et sheriff principale écossaise. Elle est la première femme nommée au Conseil du Roi.

## Biographie
Margaret Kidd naît en 1900 à Carriden, près de Bo'ness, dans le West Lothian, en Écosse,. Elle est la fille aînée des neuf enfants de Janet Gardner Kidd née Turnbull, enseignante, et de James Kidd, avocat et député unioniste du Linlithgowshire. Elle fait ses études à la Linlithgow Academy et à l'université d'Édimbourg, où elle obtient en 1922 un MA et un LLB.
Kidd souhaite réaliser une carrière dans la diplomatie, mais malgré le Sex Disqualification (Removal) Act 1919, cette carrière est peu accessible aux femmes, aussi elle renonce et se forme comme juriste dans une firme écossaise de solliciteurs, Mitchell and Baxter, à Édimbourg. Elle est qualifiée comme avocate en juillet 1923, devenant la première femme membre de la Faculty of Advocates, un ordre d'avocats écossais en se spécialisant en droit de la famille. Elle reste la seule avocate écossaise jusqu'en 1948.
Après la mort de son père en 1928, elle se porte candidate unioniste à sa succession à l'élection partielle, mais elle est défaite par Emanuel Shinwell.
Elle est nommée au Conseil du Roi en 1948. Elle est nommée sheriff principal (en), une fonction judiciaire écossaise, de Dumfries et Galloway en 1960, puis de 1966 à sa retraite en 1974, elle est sheriff principal de Perth et Angus. Elle est rédactrice en chef des rapports juridiques de la cour suprême écossaise (Scots Law Times) de 1942 à 1976.
Kidd est conservatrice honoraire (c'est-à-dire bénévole) de la bibliothèque de l'ordre des avocats écossais de 1956 à 1969.
Elle est membre fondatrice de la Stair Society, une société vouée à l'étude du droit écossais, et vice-présidente de l'International Federation of University Women et de l'Electrical Association for Women et présidente du Queen's Nursing Institute d'Écosse. Margaret Kidd s'engage en faveur de l'amélioration de l'accès des femmes au travail et de l'égalité des chances. En 1930, elle prononce à l'université de Glasgow une conférence intitulée Law as a Profession of Women dont rend compte The Scotsman.

## Honneurs et distinctions
Margaret Kidd est nommée Dame Commandeur de l'ordre de l'Empire britannique (DBE) en 1975. Elle est docteure honoris causa (LLD) de l'université de Dundee en 1982 et de l'université d'Édimbourg en 1984.

## Vie privée
Elle épouse en 1930 Donald Somerled MacDonald, un solliciteur écossais. Le couple a une fille. Elle est pour le maintien de l'Écosse au sein du Royaume-Uni.
Elle meurt à 89 ans, le 22 mars 1989, à Cambridge, où vit sa fille. Un service funèbre est organisé à la Canongate Kirk, une paroisse de l'Église d'Écosse à Édimbourg. Lord Hope of Craighead prononce son éloge funèbre.